# Three Burials – Die drei Begräbnisse des Melquiades Estrada
Three Burials – Die drei Begräbnisse des Melquiades Estrada (Originaltitel: The Three Burials of Melquiades Estrada) ist ein Filmdrama aus dem Jahr 2005, das dem Genre des Neo-Western zugeordnet wird. Regie führte Tommy Lee Jones, der auch die Hauptrolle spielte.

## Handlung

### Das erste Begräbnis des Melquiades Estrada
Der überambitionierte Mike Norton, der aus Cincinnati versetzt worden ist, nimmt seine Arbeit als Grenzpolizist bei der U.S. Border Patrol sehr ernst. Es spielt für ihn keine Rolle, wie sich seine Frau Lou Ann Norton in der langweiligen, neuen Umgebung in Texas an der Grenze zwischen den USA und Mexiko fühlt. Selbst beim Geschlechtsverkehr zeigt er keine besondere Leidenschaft oder Gefühle für seine Partnerin. Es herrschen Ordnung und Disziplin.
Melquiades Estrada, ein illegaler Einwanderer aus Mexiko, hat sich ein bescheidenes Leben als Rancharbeiter in Texas aufgebaut. Als eines Tages seine kleine Herde von Ziegen durch Kojoten bedroht wird, schießt er auf sie. Norton, der sich zur gleichen Zeit oben in den Bergen seine Zeit mit einer Ausgabe des Männermagazins Hustler vertreibt, vermutet einen Angriff auf sich und schießt aus großer Distanz zurück. Dabei tötet er Estrada mit einer Kugel. Schnell wird ihm die eigentliche Situation bewusst und er lässt Estrada, ohne jemandem etwas davon zu erzählen, in der Wüste liegen.

### Das zweite Begräbnis des Melquiades Estrada
Der örtliche Sheriff Belmont kümmert sich wenig um die Aufklärung des Verbrechens, denn das Opfer war für ihn nur ein weiterer illegaler Einwanderer. Deshalb machte er sich nicht die Mühe, die Familienangehörigen zu suchen. Die von Kojoten angefressene Leiche wird in einem Armengrab beerdigt.
Hinweise, dass Estrada von der U.S. Border Patrol getötet worden ist, werden von Belmont ignoriert. Norton geht währenddessen vergleichsweise unbekümmert seiner Arbeit nach. Doch er hat nicht mit Pete, dem einsilbigen älteren Vorarbeiter und besten Freund von Estrada gerechnet, der herausfindet, dass Norton der Mörder war. Pete entführt Norton und zwingt ihn, Estradas Leiche aus dem Armengrab zu exhumieren.

### Die Reise
Es geht ihm dabei nicht nur um sein Versprechen, im Falle eines Unglücks in den USA den Freund in dessen Heimatdorf Jiménez in Mexiko zu beerdigen, sondern auch um Respekt für die mexikanischen Einwanderer, und mehr um Trauer als um Wut. Pete und Norton machen sich mit zwei Pferden und zwei Maultieren in Richtung Süden auf den Weg, um Estrada in seiner Heimat ein drittes Mal bestatten zu können – nicht ohne ihn vorher zu kalken.
Für Sheriff Belmont steht fest, dass Pete Norton entführt hat, und er macht sich an die Verfolgung. Das Verhältnis von Belmont und Pete, die beide mit der verheirateten Kellnerin Rachel eine Affäre haben, ist angespannt. Bei der Verfolgung bekommt Sheriff Belmont Pete kurz in sein Fadenkreuz, er lässt die Gelegenheit aber verstreichen.
Pete und Norton treffen unterwegs auf einen alten, blinden Amerikaner, der kaum noch etwas zu essen hat und ausschließlich mexikanisches Radio hört, obwohl er kein Spanisch versteht. Da es niemanden mehr gibt, der sich um ihn kümmert, möchte er nicht mehr leben. Doch um Gott nicht zu beleidigen, kann er keinen Selbstmord begehen. Deshalb bittet er Pete, ihn zu erschießen, doch der bringt dies nicht übers Herz und lässt den alten Mann wieder alleine. Vor der Abreise flößt er der mumifizierenden Leiche Frostschutzmittel ein.
Norton hält die strapaziöse Reise körperlich und psychisch nicht mehr aus, versucht zu entkommen und wird kurz darauf von einer Klapperschlange gebissen. Er wird von einer Gruppe illegaler Einwanderer entdeckt, und bald stößt auch wieder Pete dazu. Um seine Reise mit Norton fortsetzen zu können, vereinbart er mit dem Führer der Mexikaner, sie im Tausch gegen Nortons Pferd über den Fluss nach Mexiko zu bringen und den Schlangenbiss von einer Naturheilkundigen behandeln zu lassen. Norton muss seinen Platz auf dem Maultier mit der Leiche teilen.
Bei der Heilkundigen handelt es sich um eine Frau, die Norton einige Tage zuvor bei ihrer Flucht nach Texas zusammengeschlagen hatte. Pete bittet sie, Norton dennoch das Leben zu retten. Dies gelingt ihr dann auch, später verbrüht sie ihn jedoch mit heißem Kaffee und bricht ihm die Nase und erklärt, dass sie damit wieder quitt wären.
Als es Norton wieder besser geht, schleift Pete ihn weiter, und sie erreichen eine kleine Stadt, die in der Nähe von Jiménez liegen soll. Niemand in der Stadt hat aber jemals etwas von Jiménez gehört oder erkennt Estrada auf dem mitgebrachten Foto. Die Frau auf dem Foto wird erkannt, soll jedoch einen völlig anderen Namen tragen. Als man sie aufsucht, sagt sie, sie habe noch nie etwas von Melquiades Estrada gehört und lebe seit Jahren mit Ehemann und Kindern in der Stadt.

### Das dritte Begräbnis des Melquiades Estrada
Pete sucht dennoch in der Einöde weiter nach Jiménez, dem Ort „voller Schönheit“, wie ihn Estrada beschrieb. Irgendwann finden sie ein verfallenes Haus mitten im Nirgendwo, bei dem es sich nach Ansicht von Pete wohl um Jiménez handeln muss. Die Beschreibung von Estrada entsprang anscheinend seinen Wunschträumen. Die beiden reparieren das Haus und begraben Melquiades Estrada zum dritten und letzten Mal.
Pete verlangt von Norton, vor dem Foto von Estradas angeblicher Familie um Vergebung für die Tötung zu bitten. Erst weigert sich dieser und meint, er könne das nicht – doch dann bricht es aus ihm heraus und er bereut zutiefst das Geschehene. Pete hinterlässt daraufhin Norton ein Pferd und reitet alleine davon.

## Hintergrund
- Der Film wurde inspiriert durch die unrechtmäßige Erschießung des 18-jährigen Texaners Esequiel Hernandez Jr., der nahe der Grenze Ziegen hütete und am 20. Mai 1997 von einem Soldaten der U.S. Marines erschossen wurde, der auf Patrouille nach Drogenschmugglern war. Es kam nie zu einer Anklage oder Verurteilung.[2]
- Anstatt einer chronologischen Erzählweise ist die Handlung des Films durch drei Zeitebenen, Perspektivwechsel und narrative Sprünge gekennzeichnet.
- Tommy Lee Jones ist in Texas aufgewachsen und besaß in den Davis Mountains lange Zeit selbst eine Rinderfarm.
- Die Dreharbeiten fanden von Ende September 2004 bis Anfang Dezember 2004 an 43 Drehtagen in Texas statt, vorwiegend in der Nähe der Stadt Van Horn, den umliegenden Davis Mountains und im Big-Bend-Nationalpark.
- Die Produktionskosten wurden auf rund 15 Millionen US-Dollar geschätzt. Der Film spielte in den Kinos weltweit rund 9 Millionen US-Dollar ein, davon rund 5 Millionen US-Dollar in den USA und rund 60.000 US-Dollar in Deutschland.[3]
- Die Premiere fand am 20. Mai 2005 im Wettbewerb der Internationalen Filmfestspiele von Cannes 2005 statt, Kinostart in Frankreich war am 23. November 2005. Die Veröffentlichung in den USA am 14. Dezember 2005 war zunächst auf New York City begrenzt, der landesweite Kinostart war am 3. Februar 2006. Kinostart in Deutschland war am 8. November 2007, da der Film zunächst keinen Verleih gefunden hatte.[4] Die deutsche DVD-Veröffentlichung war bereits einen Monat später am 6. Dezember 2007.
- Bereits 1955 wurde in der Komödie Immer Ärger mit Harry von Alfred Hitchcock eine Leiche mehrmals ein- und wieder ausgegraben. Eine äußerst düstere Variante dieses Themas zeigt der 1974er-Film Bring mir den Kopf von Alfredo Garcia von Sam Peckinpah, in dem die Aufforderung im Titel wörtlich genommen und eine Leiche ausgegraben wird, um den Kopf mitzunehmen.

## Kritiken
- Der Tagesspiegel, 5. April 2007:
 „Three Burials“, dieses wie aus der Zeit gefallene Mosaik, wirkt zunächst wie das sparsam skizzierte Sozialporträt einer Grenzstadt. Dann aber bemächtigt sich das südtexanische Niemandsland – im Western-Genre schon immer ein Terrain des Durchgangs und der Verwirrung – der Figuren, saugt sie förmlich auf und gibt ihnen eine Bestimmung. Das ist grandios erdacht und mit strenger Melancholie in Szene gesetzt. Wobei das Gleichnishafte, das dem zunehmend absurden Läuterungsweg der Hauptfiguren innewohnt, dem Film dann doch die grimmige Schärfe nimmt. Trotzdem: Schon seltsam, dass der Film, in Cannes 2005 mit einem Darstellerpreis für Tommy Lee Jones und einer Ehrung fürs Drehbuch bedacht, deutschlandweit keinen Verleih gefunden hat. [5]

- die tageszeitung, 4. April 2007:
 Vergebung und Vergeltung sind die beiden großen Themen, die Tommy Lee Jones’ Regiedebüt seelenruhig umkreist wie ein Aasgeier seine Beute. In „The Three Burials of Melquiades Estrada“ verschlägt es den Zuschauer tief in Sam-Peckinpah-Country. Lange nicht mehr hat eine Filmkamera die Gegend um den Rio Grande mit solch visueller Klarheit eingefangen. Für diese Bilder wurde das Cinemascope-Format entwickelt: Staubig, zerklüftet und auf unwirtliche Weise erhaben erstreckt sich die felsige Wüste bis an die Begrenzungen des Blickfeldes. Nur manchmal lassen die Verwerfungen der Landschaft kleine Wunder der Natur zu, wie die Sonnenblumenwiese, durch die ein Flüchtender getrieben wird. [6]

- Der Spiegel, 20. Mai 2005:
 „Three Burials“ ist eine echte Festivalentdeckung, die voller grandios komischer Szenen und skurriler Figuren steckt. Allein der schauspielernde Countrysänger Dwight Yoakam als neurotischer Polizeichef, der Schussangst hat und bei der drallen Kellnerin keinen Ständer kriegt, ist ein unvergessliches Original. Einziger Wermutstropfen: Die Teilnahme am Debütanten-Wettbewerb Caméra d’Or wurde Tommy Lee Jones verweigert, da „Three Burials“ zwar sein erster Kinofilm ist, er zuvor aber bereits bei einer TV-Produktion Regie geführt hat. Kleinkrämerei à la Cannes. [7]

- Philadelphia Weekly, 8. Februar 2006:
[…] vielleicht der süßeste Film über einen Ausflug mit einer verrottenden Leiche, den ich bisher gesehen habe. […] ein jedes Leben sollte mit Würde und Respekt behandelt werden, auch wenn man sie dafür erst wieder aus dem Boden holen muss, um das zu bewerkstelligen. [8]

## Auszeichnungen
- Der Film war im Wettbewerb der Filmfestspiele von Cannes 2005 vertreten, wo er den Preis für das Beste Drehbuch sowie für den Besten Darsteller (Tommy Lee Jones) gewann. Außerdem war der Film für die Goldene Palme nominiert.
- Auf dem belgischen International Film Festival Ghent 2005 gewann der Film einen Grand Prix.
- Bei den Independent Spirit Awards 2006 war der Film in vier Kategorien nominiert.